# IC 625
IC 625 — галактика типу Sc? у сузір'ї Гідра.
Цей об'єкт міститься в оригінальній редакції індексного каталогу.